# Salomon Seelenfreund
Salomon Seelenfreund (ur. ok. 1860, zm. w lipcu 1931 w Rymanowie) – kupiec, działacz społeczności żydowskiej.

## Życiorys

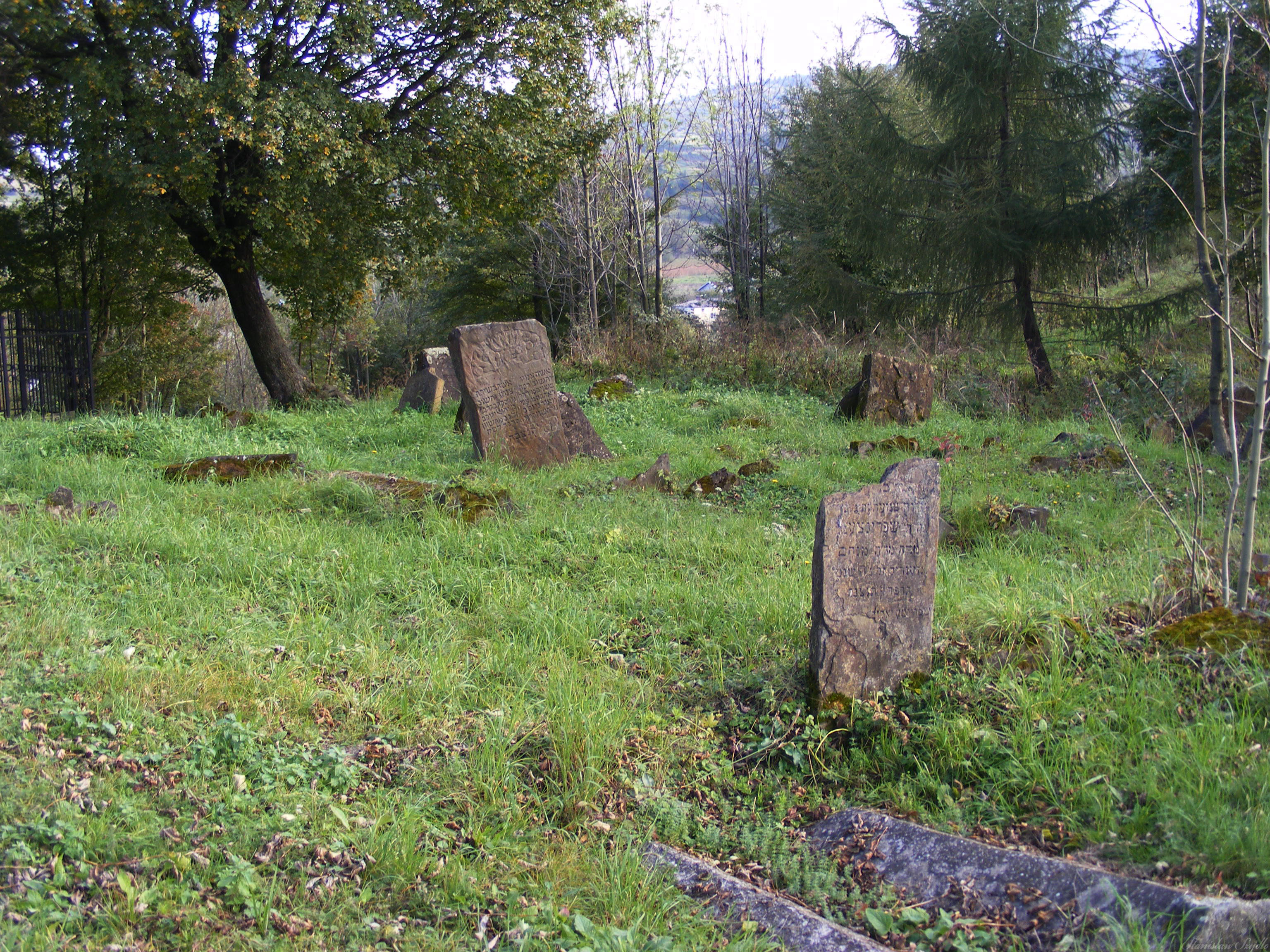
Cmentarz żydowski w Rymanowie

Według tradycyjnego przekazu jego rodzina wywodziła się od hiszpańskich marranów, a jej przedstawiciele pierwotnie nosili nazwisko „Hilo”, zaś nazwisko Seelenfreund nadały im władze austriackie. Pochodził z zamożnej rodziny, której dochód opierał się na opłatach pobieranych na rogatkach. Salomon Seelenfreund urodził się około 1860. Zawodowo pracował jako kupiec. Kształcił się w chederze i miał zostać rabinem, jednak nie zrealizował tego zamysłu.
Przez niespełna 40 lat był prezesem zarządu gminy żydowskiej (kahał) w Rymanowie. Od początku istnienia syjonizmu pod koniec XIX wieku był jego orędownikiem. Był pierwszym prezesem kahału w Małopolsce, który przyłączył się do tego ruchu. W maju 1919 uczestniczył w Zjeździe Syjonistów Małopolski w Krakowie. Był delegatem na VI Światowym Kongresie Syjonistycznym w Bazylei (Szwajcaria) w 1906. Był współzałożycielem syjonistycznej organizacji „Mizrachi” (1902) i został deputowany na jej trzeci i piąty kongres.
Prowadził agitację syjonistyczną w swojej okolicy. W 1921 prowadził agitację z ramienia Centralnego Komitetu „Keren Hajesod” w Krakowie. Podczas obrad konferencji syjońskiej zach. Małopolski i Śląska w dniach 27-28 marca 1921 został wybrany prezydium do prezydium zjazdu. Uczestniczył w konferencjach i radach partyjnych.
Na przełomie XIX/XX wieku w Rymanowie był prezesem rady nadzorczej założonego w 1884 Towarzystwa Kredytowego dla Handlu i Przemysłu w Rymanowie oraz członkiem dyrekcji założonego w 1895 Towarzystwa Oszczędności i Kredytu. Był wybierany z grupy gmin miejskich członkiem Rady c. k. powiatu sanockiego: w kadencji od około 1903 do około 1907 oraz w kadencji od około 1906 do około 1912 pełnił dodatkowo funkcję zastępcy członka wydziału, a w kadencji od około 1912 do około 1914 był wyłącznie członkiem Rady. Według relacji jego wnuka miał być także posłem do parlamentu Austro-Węgier oraz burmistrzem Rymanowa.
Po nastaniu II Rzeczypospolitej na początku lat 20 był zaprzysiężonym tłumaczem sądowym w okręgu sądu apelacyjnego lwowskiego. Został prezesem założonego w 1924 rymanowskiego koła Stowarzyszenia Kupców Żydowskich. Był też członkiem rady miejskiej w Rymanowie i pełnił w niej funkcję asesora. 
Był przywódcą społeczności żydowskiej w Rymanowie. W trakcie rymanowskich obchodów imienin Marszałka Józefa Piłsudskiego 19 marca 1928 wygłosił przemowę w synagodze. Udzielał się także jako opiekun społeczny. Jeszcze w 1919 zarejestrował się w Biurze Palestyńskim dla Galicji na wyjazd do Palestyny, a przesiedlenie tam pozostało jego marzeniem do końca życia.
W kręgu rodziny był określany „Szlomo”. Jego synami byli Samuel (1882-1961, prawnik) i Lazar. Zmarł w lipcu 1931 w Rymanowie w wieku 70 lat. Uroczystości żałobne odbyły się w wielkiej synagodze w Rymanowie. Został pochowany na cmentarzu żydowskim w Rymanowie 19 lipca 1931. Jego pogrzeb był wielką manifestacją ludności żydowskiej z miasta i okolic.